# Туф
Туф је врста вулканокластичних стена који настаје таложењем ситнијег вулканокластичног материјала. Име су добили по италијанској речи tufo – мека, растресита, песковита маса (стена). Обично се јављају у слојевима, и пошто су далеко транспортовани, у басенима где се таложе мешају се делимично са теригеним материјалом. Туф је изграђен од угластих фрагмената стена, минерала изграђивача стена и/или од фрагмената вулканског стакла. Име носи према природи стена која је фрагментирана. На основу садржаја фрагмената стакла, кристаластих стена или фрагмената минерала, туфове делимо на: витрокластичне, литокластичне, кристалокластичне и мешовите. Везивање туфова најчешће се врши збијањем честица под притиском виших маса. Врло се често, међутим, може десити да се везивање врши слепљивањем честица услед преливања туфа новодошлом лавом. Стена која садржи више од 75% пепела сматра се туфом, док се стена која садржи 25% до 75% пепела описује као седра (на пример, туфасти пешчар).
Туф је релативно мека стена, те се од давнина користио за градњу. Туф је изобилан у Италији, те су га Римљани често користили за градњу. Народ Рапа Нуи га је користио за израду већине моаи статуа на Ускршњем острву.

## Појаве
Туф има потенцијал да се таложi свуда где се дешава експлозивни вулканизам, и стога има широку распрострањеност по локацији и старости.

### Високо-силицијумски вулканизам
Риолитски туфови садрже плавућасте, стакласте фрагменте и мале скорије са кварцом, алкалним фелдспатом, биотитом итд. Исланд, Липари, Мађарска, басен и ланац америчког југозапада, и Нови Зеланд спадају у области где су такви туфови истакнути. У древним стенама Велса, Чарнвуду, итд, познати су слични туфови, али у свим случајевима су у великој мери промењени силификацијом (која их је испунила опалом, калцедоном и кварцом) и девитрфикацијом. Често присуство заобљених кородираних кристала кварца, какви се јављају у риолитским лавама, помаже да се покаже њихова права природа.
Заварени игнимбрити могу бити веома обимни, као што је туф Лава Крика који је еруптирао из Јелоустонске калдере у Вајомингу пре 631.000 година. Овај туф је имао првобитну запремину од најмање 1.000 km3 (240 cu mi). Познато је да је туф Лава Крика најмање 1000 пута већи од наслага ерупције планине Сент Хеленс 1980. године и да је имао индекс вулканске експлозивности (VEI) од 8, већи од било које ерупције познате у последњих 10.000 година. Туфови пепела покривају 7.000 km2 (2.700 sq mi) Северног острва Новог Зеланда и око 100.000 km2 (39.000 sq mi) Неваде. Туфови од пепела су једини вулкански производ чија је запремина једнака количинама поплавних базалта.
Тиога бентонит на североистоку Сједињених Држава варира у саставу од кристалног туфа до туфастог шкриљаца. Таложен је као пепео ношен ветром који је пао преко мора и таложио се на дно. Девонске је старости и вероватно потиче из отвора у централној Вирџинији, где туф достиже своју максималну дебљину од око 40 m (130 ft).

### Алкални вулканизам
Трахитни туфови садрже мало или нимало кварца, али много санидина или анортоклаза и понекад олигокласног фелдспата, са повременим биотитом, аугитом и рожнатим хорнблендом. Временом се често мењају у меке црвене или жуте глинене камене, богате каолином са секундарним кварцом. Новији трахитни туфови налазе се на Рајни (код Зибенгебирге), у Искији и близу Напуља. Трахит-карбонатитни туфови су идентификовани у источноафричком рифту. Алкални кристални туфови су пријављени из Рио де Жанеира.

### Средњи вулканизам
Андезитски туфови су веома чести. Јављају се дуж целог ланца Кордиљера и Анда, у Западној Индији, Новом Зеланду, Јапану, итд. У Језерском дистрикту, Северном Велсу, Лорни, Пентланд Хилс, Чевиотс и многе друге области Велике Британије, древне стене потпуно сличне природе су изобилне. По боји су црвене или браон боје; њихови фрагменти скорија су свих величина од огромних блокова до ситно зрнасте прашине. Шупљине су испуњене многим секундарним минералима, као што су калцит, хлорит, кварц, епидот или калцедон; у микроскопским пресецима, међутим, природа оригиналне лаве се скоро увек може разазнати из облика и својстава малих кристала који се јављају у разложеној стакластој бази. Чак и у најситнијим детаљима, ови древни туфови имају потпуну сличност са модерним слојевима пепела у Котопаксију, Кракатуи и Монт Пелеу.

### Мафички вулканизам
Мафички вулканизам обично има облик хавајских ерупција које су неексплозивне и производе мало пепела. Међутим, интеракција између базалтне магме и подземне или морске воде резултира хидромагматским експлозијама које производе обиље пепела. Ови настају таложне купе пепела које касније могу постати цементиране у купе од туфа. Дијаманска глава, Хаваји, је пример купа од туфа, као и острво Каула. Стакласти базалтни пепео произведен у таквим ерупцијама брзо се мења у палагонит као део процеса литификације.
Иако конвенционални мафички вулканизам производи мало пепела, такав пепео који се формира може се локално акумулирати као значајне наслаге. Пример је пепео Пахала са острва Хаваји, који је локално дебео чак 15 m (49 ft). Ове наслаге се такође брзо мењају у палагонит, и временом у латерит.

### Ултрамафични вулканизам
Ултрамафични туфови су изузетно ретки; њихова карактеристика је обиље оливина или серпентина и недостатак или одсуство фелдспата и кварца.

#### Кимберлити
Појаве ултрамафичног туфа укључују површинске наслаге кимберлита на марима у пољима дијаманата јужне Африке и других региона. Главни варијетет кимберлита је тамно плавичасто-зелена бреча богата серпентином (плаво тло) која, када се темељно оксидира и истроши, постаје крхка смеђа или жута маса („жута земља“). Ове брече су постављене као мешавине гаса и чврсте супстанце и обично се чувају и копају у дијатремима који формирају интрузивне структуре налик цевима. На дубини, неке кимберлитне брече прелазе у коренске зоне насипа направљених од нефрагментираних стена. На површини, ултрамафични туфови се могу појавити у наслагама мара. Пошто су кимберлити најчешћи магматски извори дијаманата, детаљно су проучавани прелази од мара до дијатрема до насипа у коренској зони. Дијатремско-фацијски кимберлит се правилније назива ултрамафична бреча, а не туф.

#### Коматити
Коматитни туфови се налазе, на пример, у појасевима зеленог камена у Канади и Јужној Африци.